# Michaił Lewicki
Michaił Iwanowicz Lewicki (ros. Михаил Иванович Левицкий; ur. 1761, zm. 1841) – rosyjski generał piechoty od 1829, komendant Warszawy od 1814.

## Życiorys
W 1788 uczestniczył w szturmie Oczakowa. W 1790 został ranny przy szturmie Izmaiła. Brał udział w wojnie polsko-rosyjskiej 1792 roku. Tłumił insurekcję kościuszkowską. W 1799 mianowany pułkownikiem i dowódcą Jarosławskiego Pułku Muszkieterów.
W 1803 mianowany generałem majorem, dowódcą 36 Pułku Jegrów. Ranny w bitwie pod Austerlitz w 1805. W 1807 odznaczony Orderem Świętego Jerzego IV klasy za udział w bitwie pod Pruską Iławą. W 1810 został dowódcą III Brygady 7 Dywizji. Przed bitwą pod Borodino mianowany tymczasowym komendantem Możajska. Brał udział w bitwach pod Małojarosławcem, Wiaźmą, Krasnym. W 1813 znajdował się przy sztabie Armii Rezerwowej w Warszawie. W 1814 mianowany komendantem Warszawy. W 1821 został generałem lejtnantem.
Odznaczony Orderem Świętego Stanisława I klasy w 1820 roku, a także Orderem Świętego Jerzego IV klasy, Orderem Świętego Włodzimierza III klasy, Orderem Świętej Anny I i II klasy, pruskim Orderem Pour le Mérite.